# Coppa Salsi
La Salsi Challenge (o Coppa Salsi) era un torneo di calcio, istituita nel maggio 1908 da Luigi Salsi, socio fondatore del Naples, a cui partecipavano squadre della Campania. Ebbe durata triennale. Fu vinta per due edizioni dal Naples Foot-Ball Club il quale si aggiudicò in via definitiva il trofeo.

## Albo d'oro
| Anno | Vincitore  | Finalista     | Risultato |
| 1910 | Naples FBC | Audace Napoli | 0-0       |
| 1911 | Naples FBC | Audace Napoli | 2-0; 2-0  |